# یوزفوف (شهرستان بیوگوراج)
یوزفوف (به لاتین: Józefów) یک شهر و گمینا در لهستان است که در گمینا یوزفوو واقع شده‌است. ژزفوو ۵٫۰۰ کیلومتر مربع مساحت و ۲٬۴۵۰ نفر جمعیت دارد و ۲۲۰ متر بالاتر از سطح دریا واقع شده‌است.